# بلانغ (ألمانيا)
بلانغ (بالألمانية: Planegg) ، هي مدينة ألمانية تتبع مقاطعة بافاريا ، يبلغ عدد سكانها نحو 10350 نسمة.

## أعلام
- إرنست زينر
- هنري أرلند
- رودلف فوغل
- كورت لانداور
- آدم فالكنشتاين

## وصلة خارجية
- Planegg.de – Official website of Planegg district (German)